# Hermann Schäffer
Hermann Karl Julius Traugott Schäffer (Weimar, 1824. augusztus 6. – Jéna, 1900. február 3.) fizikus, matematikus, csillagász, e három tudományágban professzorként kutatott a jénai Friedrich Schiller Egyetemen.